# 第88独立狙撃旅団 (ソ連軍)
第88独立狙撃旅団（ロシア語: 88-я отдельная стрелковая бригада；略称88 осбр、中国語: 独立第88步兵旅、朝鮮語: 제88독립보병여단、漢字：第88獨立步兵旅團）は、ソビエト連邦が第二次世界大戦中に創設した民族旅団の1つ。極東戦線情報科に直属し、満州・朝鮮半島における偵察・破壊工作を使命とした。
旅団は、元東北抗日聯軍将兵が中核となり、東北抗日聯軍の元司令官で中国共産党の周保中が旅団長となり、主として中国人と、後の北朝鮮国家主席である金日成（同旅団第1大隊長）ら朝鮮人から編成された。金日成は自らの朝鮮人民革命軍（北朝鮮では朝鮮人民軍の前身とされる）が東北抗日連軍に編入されたことを回顧録『世紀とともに』で認めているが、ソ連軍とは連携しただけとして現在の北朝鮮では解放塔とともに同旅団の存在は正史に矛盾するものとして無視されている。中国共産党は、この部隊を東北抗日連軍教導旅団（抗連教導旅）と称している。

## 前史
後に旅団の中核となる東北抗日聯軍は、1939年頃から関東軍と満州国軍の大規模な掃討作戦により、多数の戦死者を出した他、日本当局に帰順する者も出始めた。周保中、崔庸健、金策、金日成等、残った者達も物資の不足により、活動の続行が困難となった。そのため、彼らはソ連に脱出することを決定した。
1940年12月末、聯軍はアムール川を渡って、ソ連領内に入った。ソ連領内では、聯軍の活動支援のため、沿海地方のヴォロシーロフ・ウスリースク郊外に北（A）野営（Северный лагерь又はлагерь А）、トルクメニスタンのケルキ郊外に南（B）野営（Южный лагерь又はлагерь Б）を設営した。
当初、約100人がここで訓練を受けたが、後に200～300人にまで増加した。

## 旅団創設
独ソ戦勃発後の1941年7月中旬、ソビエト政府は、日本の北進に備えて、これらの野営地に基づき、第88独立狙撃旅団を編成することを決定した。旅団は、ハバロフスク市のヴャツコエ・ナ・アムーレ（Вятское-на-Амуре）に配置することが決定された。1942年7月21日付極東戦線司令官ヨシフ・アパナセンコ上級大将の命令第00132号に基づき、旅団の編成の期間は、同年7月28日から9月15日までの間と定められた。
部隊の充足は、東北抗日聯軍の中国兵と朝鮮兵の外、中国系・朝鮮系ソ連人、その他の少数民族（ナナイ人、エヴェンキ人等）から行われた。横暴な日本人指揮官（黄谷成男中尉）に耐え兼ね、殺害してソ連領に逃げてきた満州国軍第1団の兵士もいた。旅団隊員の大部分は中国人で、朝鮮人は10％に過ぎなかった。その後、後続してソ連領内に入った部隊も合流し、第88旅団の兵員数は、1,500人を超えた。
聯軍から来た多くの者は、ソ連の軍事学校の促成指揮課程か、管区少尉課程を受け、赤軍の階級を授与された（旅団長周保中は中佐、金日成は大尉）。通常、旅団の指揮官職には中国人が、副指揮官職には赤軍の将校が任命された。兵員は、赤軍の軍服を身に着けた。
第1大隊は第1路軍系、第2大隊と第4大隊が第2路軍系、第3大隊が第3路軍系の人員で構成されていた。

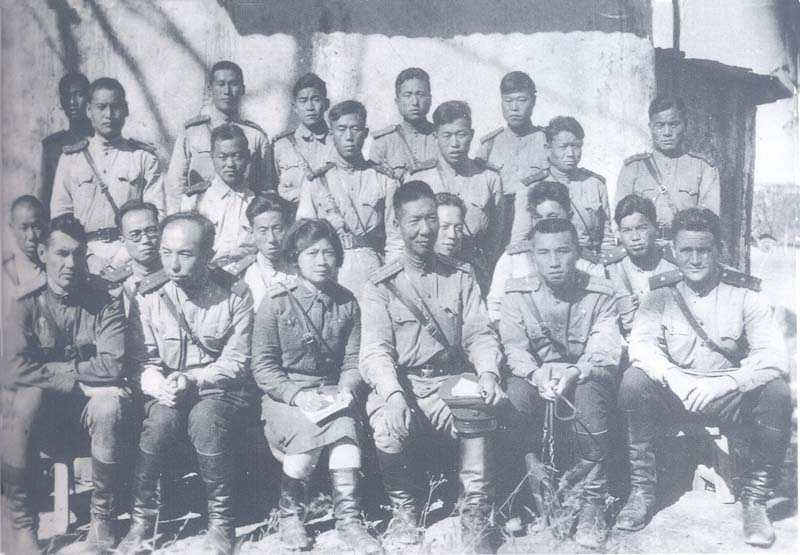
1943年10月5日撮影のメンバー。前列中央は周保中、右側は金日成

## 編制
- 旅団本部
  - 旅団長：周保中中佐
  - 政治委員：張寿籛少佐
  - 副旅団長：シリンスキー少佐
  - 参謀長：V.サマルチェンコ少佐
  - 副参謀長：崔石泉大尉
- 政治科 - 政治委員：V.セレギン少佐
- 防諜科 - スメルシュ
- 第1独立狙撃大隊 - 大隊長：金日成大尉、政治委員：安吉大尉、副大隊長：マリツェフ少尉
  - 第1中隊 - 中隊長：崔賢上尉
    - 第1小隊 - 小隊長：柳京洙中尉、副小隊長：呉振宇
    - 第2小隊 -

  - 第2中隊 - 中隊長：プロフヴァターエフ中尉
    - 第1小隊 - 小隊長：朴吉南中尉（高麗人）
    - 第2小隊 - 小隊長：ベルイラン少尉（ナナイ）
- 第2独立狙撃大隊 - 大隊長：王效明大尉、政治委員：姜信泰大尉、副大隊長：アダーモフ少尉
  - 第3中隊 - 中隊長：彭施魯
  - 第4中隊 -
- 第3独立狙撃大隊 - 大隊長：王明貴大尉、政治委員：金策、副大隊長：サボジニク少尉
  - 第5中隊 - 中隊長：張光廸、副中隊長：李永鎬上尉
    - 第1小隊 - 小隊長：許鳳学中尉
    - 第2小隊 -

  - 第6中隊 -
- 第4独立狙撃大隊 - 大隊長：柴世栄大尉（粛清後は姜信泰）、政治委員：季青大尉、副大隊長：ジレーフフ中尉
  - 第7中隊 - 中隊長：陶雨峰（のち金光侠上尉）、副中隊長：崔春国中尉
    - 小隊 - 小隊長：朴洛権

  - 第8中隊 -
- 自動小銃大隊
- 無線大隊
- 独立迫撃砲中隊
- 独立工兵中隊
- 独立対戦車銃（PTR）中隊
- 独立経済中隊
- 独立機関銃小隊
- 軍事通訳課程特殊分隊

各独立狙撃大隊は3個中隊から成り、各中隊は3個小隊から成った。
装備（1942年9月～1943年7月現在）は、小銃x4,312挺、自動小銃x370挺、重機関銃x48挺、軽機関銃x63挺、火砲x21門、対戦車銃x16挺、自動車x23両。

## 活動
第88旅団の兵士は、満州・朝鮮半島地域において偵察・破壊工作活動に従事した。その詳細は不明だが、旅団長の周保中は、1940年～1943年の間に計89人の減員（損害）があったことを報告している。その内訳は以下の通り。
- 第2極東戦線の諜報業務に派遣 - 9人
- 第1極東戦線の諜報業務に派遣 - 26人
- 未帰還 - 24人
- スメルシュに引渡し - 6人
- 傷病のため後送 - 15人
- 死亡 - 2人
- 旅団復帰 - 7人

1945年7月、ソ連軍の対日参戦に備えて、旅団から無線機を装備した100人を投入する戦闘行動計画が立案された。しかしながら、ソ連軍の急速な進撃と日本の降伏のため、この計画は実行されなかった。かくして、第88旅団、その大隊長である金日成が朝鮮半島の解放に参加する機会は訪れなかった。
1945年8月29日、第2極東戦線司令官マクシム・プルカエフ上級大将の命令第010号/nに従い、「日本の侵略者との戦いの前線における戦闘指揮任務の模範的遂行と、この際に発揮された勇敢さと勇気」に対して、金日成に赤旗勲章が授与された。同命令により、第88旅団の将兵216人に、各種勲章とメダルが授与された（9月10日に更に58人追加）。
第88旅団は、1945年10月12日付極東軍管区司令官令第042号により解散された。

## 参考
- 金賛汀『北朝鮮建国神話の崩壊 金日成と「特別狙撃旅団」』筑摩書房、2012年。ISBN 978-4-48-001542-6。